# George Frederick Boyle
George Frederick Boyle (* 29. Juni 1886 in Sydney; † 20. Juni 1948 in Philadelphia) war ein australischer Komponist.
Boyle erhielt in Australien eine Ausbildung als Pianist und Komponist. Er studierte dann in Berlin bei Ferruccio Busoni und unternahm ab 1908 Konzertreisen durch Europa. Seit 1910 lebte er in den USA. Dort war er zunächst Klavierlehrer am Konservatorium von Baltimore, dann am Curtis Institute in Philadelphia und schließlich an der Juilliard School of Music in New York City. Zuletzt leitete er die Klavierabteilung der Musical Academy von Philadelphia.
Boyle komponierte eine sinfonische Fantasie, ein Concertino für Klavier und Orchester, eine Kantate, eine Klavier-, eine Bratschen-, eine Cello- und eine Violin-Sonate und weitere kammermusikalische Werke.
| Personendaten    | Personendaten           |
| ---------------- | ----------------------- |
| NAME             | Boyle, George Frederick |
| KURZBESCHREIBUNG | australischer Komponist |
| GEBURTSDATUM     | 29. Juni 1886           |
| GEBURTSORT       | Sydney                  |
| STERBEDATUM      | 20. Juni 1948           |
| STERBEORT        | Philadelphia            |